# Йоан VII Граматик
Йоан VII Граматик (на гръцки: Ιωάννης Ζ΄ Γραμματικός), наричан още Анис, е константинополски патриарх в периода 21 януари 837 – 4 март 843 г.
Той е иконоборец. Свален през 843 година с оглед възстановяването на православието. 
Константин-Кирил Философ води успешен спор с него.